# Corydoras agassizii
Corydoras agassizii Steindachner, 1876 è un pesce d'acqua dolce appartenente alla famiglia Callichthyidae.

## Distribuzione e habitat
È diffuso nel nord-ovest del Brasile e in Perù; è comune nel fiume Nanay e nei pressi del comune di Tabatinga (Locus typicus).

## Descrizione
Il corpo, leggermente compresso sull'addome e sui lati, è protetto da scaglie spesse e può raggiungere una lunghezza massima di 5,2 cm. La bocca è rivolta verso il basso. La colorazione è grigia-rosata con un disegno nero che può essere sia a puntini ravvicinati che quasi simile a un reticolo e delle macchie scure più o meno intense, una sulla testa e una alla base della pinna dorsale. Tra queste due aree scure è presente una macchia arancione o giallastra. Le pinne sono macchiate di nero.

## Biologia

### Comportamento
Forma piccoli gruppi.

### Alimentazione
Ha dieta onnivora.

### Riproduzione
Come gli altri Corydoras, si riproduce in zone con corrente abbastanza intensa. Le uova (circa 100) vengono fecondate mentre si trovano tra le pinne pelviche della femmina.

## Acquariofilia
Può essere allevato in acquario, dove si riproduce.